# کونیگزگ ترویتا

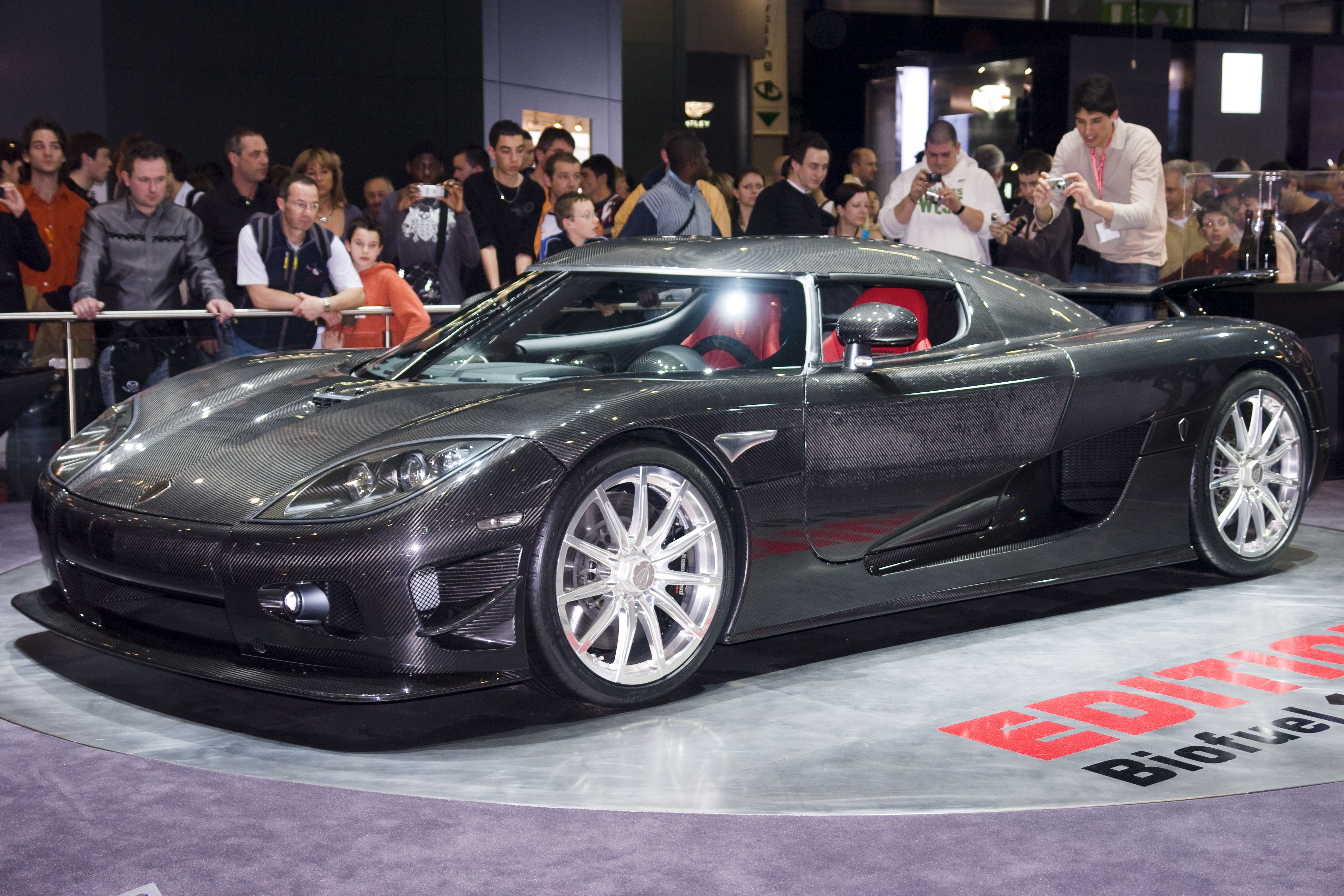
جدیدترین خودرو این شرکت

کونیگزگ ترویتا (به انگلیسی: Koenigsegg Trevita) خودرویی است که از سال ۲۰۰۹ تاکنون تولید شده‌است.
این خودرو در کلاس خودرو اسپورت قرار گرفته و طراحی آن موتور وسط عقب-محور عقب بوده‌است. سیستم جعبه‌دندهٔ آن ۶ سرعته به دو صورت خودکار و دستی است.